# Retrograde – Krieg auf dem Eisplaneten
Retrograde – Krieg auf dem Eisplaneten ist ein US-amerikanischer Sci-Fi/Actionfilm von Regisseur Christopher Kulikowski aus dem Jahr 2004 mit Dolph Lundgren in der Hauptrolle. Der Film wurde in Deutschland am 20. April 2006 direkt auf DVD veröffentlicht.

## Handlung
Im Jahre 2204 ist die Erde von einem tödlichen außerirdischen Virus verseucht. Nur einige wenige Erdbewohner mit einem besonderen Immunsystem haben überlebt. Foster, Dalton und ihre Crew werden 200 Jahre in der Zeit zurückgeschickt, um den Fund eines Meteoriten, der das Virus beherbergt, zu verhindern und diesen zu zerstören. Aber Dalton verfolgt eigene Pläne und übernimmt schließlich das Kommando.
Foster schafft es zwar, auf der Erde zu landen, kann aber Dalton nicht entkommen. Es kommt zum Zweikampf, bei dem Dalton mit dem Meteoriten in Berührung kommt und Foster verletzt wird. Foster wird von der Besatzung eines Eisbrechers gerettet.
Die Wissenschaftler des Eisbrechers untersuchen den Meteoriten und infizieren sich unwissentlich. Währenddessen versuchen Dalton und seine Männer, Foster aufzuhalten, aber Foster kann fliehen und zerstört alle Bruchstücke des Meteoriten. Er reist noch etwas weiter in die Vergangenheit, um eine der Forscherinnen zu retten, und kehrt dann in seine Zeit zurück.

## Kritiken
„Wirres, kaum um Logik bemühtes Zeitreiseabenteuer mit hohem Actionanteil“